# Королівський військово-морський коледж у Гринвічі
Королівський військово-морський коледж у Гринвічі (англ. Royal Naval College, Greenwich; (RNC) або Королівський британський морський коледж — вищий військовий навчальний заклад Королівського військово-морського флоту Великої Британії, що існував у 1873—1998 роках і був розташований у містечку Гринвіч (сучасний район Лондона. Виш був основним штабним коледжем та центром підвищення кваліфікації офіцерів флоту, еквівалентом якого були в британській армії — Штабний коледж у Камберлі, у Королівських Повітряних силах — Штабний коледж у Блекнейлі. З 1998 року навчальний заклад закритий, його назва Старий королівський військово-морський коледж (англ. Old Royal Naval College) і він входить до об'єктів Світової спадщини ЮНЕСКО у Великій Британії.

## Зміст
Королівський військово-морський коледж у Гринвічі був заснований 16 січня 1873 року. Його правління складалося з президента, завжди це був флаг-офіцер Королівського флоту; капітана флоту; директора з навчання; професорського та викладацького складу з математики, фізичних наук, хімії, прикладної механіки, фортифікації. Навчальний процес був розрахований на підготовку молодшого офіцерського складу у званні суб-лейтенант.
1900 році був заснований Королівський воєнний морський коледж у Портсмуті (англ. Royal Naval War College), але його в 1914 році перевели й включили до Гринвічського коледжу.
З 30 жовтня 1939 року навчальний заклад розпочав підготовку курсанти Жіночої служби Королівського ВМФ Великої Британії.
1997 році Королівський військово-морський коледж у Гринвічі у зв'язку з оптимізацією вищих навчальних закладів британських Збройних сил був закритий. Його структурні підрозділи, персонал, ті, що навчалися, були переведені до створеного Об'єднаного міжвидового штабного коледжу Великої Британії (англ. Joint Services Command and Staff College).

## Комплекс будинків
Королівський військово-морський коледж був розміщений у комплексі будинків, спроектованих та побудованих сером Крістофером Реном у 1696—1712 роках. Спочатку цей комплекс планувалося використовувати як Гринвічський морський госпіталь, притулок для колишніх матросів, інвалідів. 1869 році госпіталь був закритий, його персонал та клієнти були переміщені в інші місця, а будівлі почали готувати під розміщення Королівського військово-морського коледжу. З 1998 року, коли коледж розформували, комплекс відкритий для відвідання публіки.

## Відомі випускники коледжу
- адмірал флоту Девід Бітті (1871—1936);
- адмірал флоту Ендрю Браун Каннінгем (1883—1963);
- адмірал флоту Теренс Левен (1920—1999);
- адмірал флоту Пітер Гілл-Нортон (1915—2004);
- адмірал флоту Луїс Маунтбеттен (1900—1979);
- адмірал флоту Джон Тові (1885—1971);
- регент Бельгії Карл Бельгійський (1903—1983);
- лейтенант-генерал Артур Персіваль (1887—1966);
- маршал Королівських повітряних сил Чарльз Портал (1893—1971);
- маршал Королівських повітряних сил Артур Теддер (1890—1967);
- адмірал флоту Імперського флоту Японії Тоґо Хейхатіро (1848—1934);
- адмірал/маршал Японії Арісугава Такехіто (1862—1913);
- генерал Алан Каннінгем (1887—1983);
- лейтенант-генерал Джерард Бакнейлл (1894—1980);